# Lepidocyrtus violaceus
Lepidocyrtus violaceus is een springstaartensoort uit de familie van de Entomobryidae. De wetenschappelijke naam van de soort is voor het eerst geldig gepubliceerd in 1762 door Geoffroy.